# Paramelomys lorentzii
Paramelomys lorentzii är en däggdjursart som först beskrevs av Fredericus Anna Jentink 1908.  Paramelomys lorentzii ingår i släktet Paramelomys och familjen råttdjur. Inga underarter finns listade i Catalogue of Life.
Arten förekommer på södra Nya Guinea. Den lever i låglandet och i bergstrakter upp till 1500 meter över havet. Habitatet utgörs av galleriskogar, av andra skogar och av trädgrupper i savanner.